# ニューマン・ハース・レーシング
ニューマン・ハース・レーシング (Newman/Haas Racing, NHR) は、アメリカ合衆国のレーシング・チーム。本拠地はイリノイ州リンカンシャー。俳優のポール・ニューマンと元レーシングドライバーのカール・ハースが1982年に設立し、1983年にマリオ・アンドレッティをドライバーとしてチャンプカー・シリーズに参戦する。チャンプカーでは105戦に参加し、1984年にはマリオ・アンドレッティが、1991年にはマイケル・アンドレッティがタイトルを獲得した。1993年にはナイジェル・マンセルがルーキーとしてタイトル獲得、2002年にはクリスチアーノ・ダ・マッタが獲得している。2004年からセバスチャン・ボーデが4連覇を達成した。
2007年からマイク・ラニガンが共同オーナーに参画し、チーム名を「ニューマン・ハース・ラニガン・レーシング」に改称した。
2008年にポール・ニューマンが他界してからは資金繰りが悪化し、2011年シーズンを最後にインディカー・シリーズから撤退。2016年にはカール・ハースも他界しており、2021年時点で目立った活動はしていない。

## チャンプカー・シリーズ

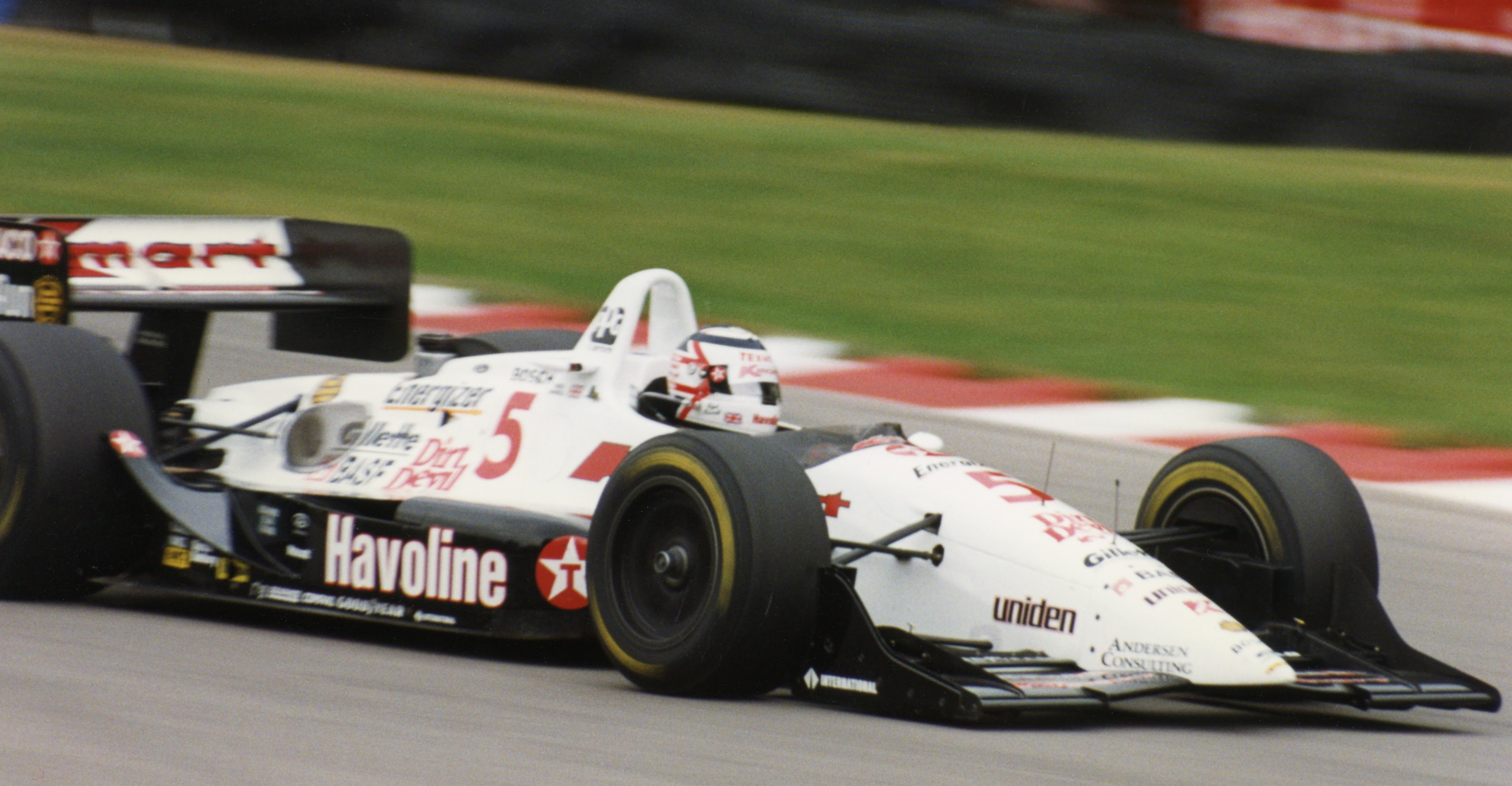
ナイジェル・マンセルのドライブするマシン、1993年

NHR はチャンプカー・シリーズで最も成功したチームと言える。チームは1983年の設立以来、8度のシリーズチャンピオンを獲得した。CART時代には1984年のマリオ・アンドレッティ、1991年のマイケル・アンドレッティ、1993年のナイジェル・マンセル、2002年のクリスチアーノ・ダ・マッタと4度のタイトル獲得、チャンプカー時代にはセバスチャン・ボーデが2004年から4連覇を達成している。チームは数多くの有名ドライバーを有し、その中にはマリオ・アンドレッティ、マイケル・アンドレッティ、ナイジェル・マンセル、ポール・トレーシー、クリスチアーノ・ダ・マッタ、セバスチャン・ボーデ、ジャスティン・ウィルソン、グラハム・レイホールなどが含まれる。
2005年にチームは2台の車でチャンプカー・シリーズに参戦した。ドライバーはブルーノ・ジュンケイラとセバスチャン・ボーデであったが、ジュンケイラはインディ500でのクラッシュで負傷、オリオール・セルビアと交代した。

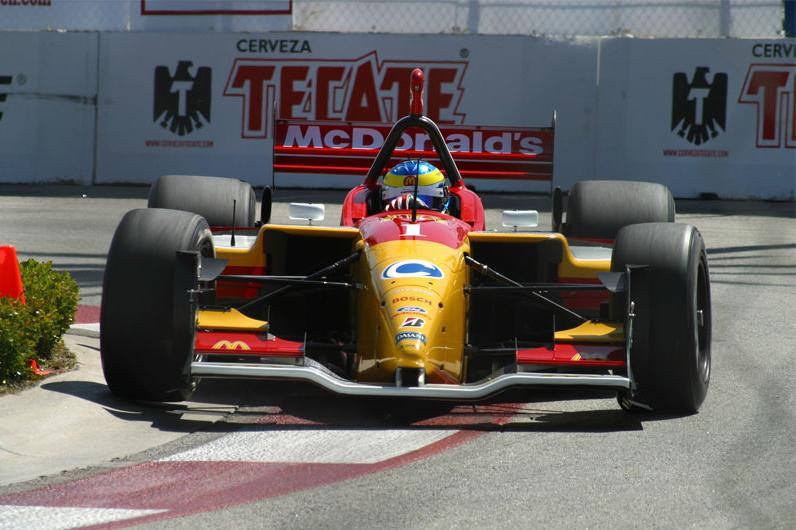
セバスチャン・ボーデのドライブするマシン

2006年にはローラ B03-00 シャシーにコスワース・エンジン、ブリヂストンタイヤで参戦する。ドライバーは前年と同じくブーデとジュンケイラであった。
チームは2007年6月10日にポートランドでチャンプカー・シリーズでの100勝目を上げる。ドライバーはセバスチャン・ボーデで、二位以下に15秒以上の差を付けての優勝であった。

## 2009年のインディカー・シーズン
- No2  グラハム・レイホール シリーズ7位
- No6  ロバート・ドーンボス　シリーズ16位
- No6  オリオール・セルビア　シリーズ21位
- No40202　アレックス・ロイド　シリーズ30位

ドーンボスはケンタッキーまで参戦、セルビアはミッドオハイオ～もてぎ、ロイドはホームステッドに参戦

## 所属ドライバー
- マリオ・アンドレッティ (1983 - 1994)
- マイケル・アンドレッティ (1989 - 1992, 1995 - 2000)
- セバスチャン・ボーデ (2003 - 2007)
- クリスチアーノ・ダ・マッタ (2001 - 2002)
- ロバート・ドーンボス (2009)
- テオ・ファビ (1992, substitute for Mario Andretti)
- クリスチャン・フィッティパルディ (1996 - 2002)
- アラン・ジョーンズ (1985, substitute for Mario Andretti)
- ブルーノ・ジュンケイラ (2003 - 2006)
- アレックス・ロイド (2009)
- ナイジェル・マンセル (1993 - 1994)
- ロベルト・モレノ (1997 - 1999, sub for Fittipaldi)
- 武藤英紀 (2010)
- グラハム・レイホール (2007 - 2010)
- オリオール・セルビア (2005, substitute for Junqueira; 2009, replacement for Doornbos, 2011)
- ポール・トレーシー (1995)
- ジャスティン・ウィルソン (2008)